# Gmina Czyżew
Gmina Czyżew là một gmina nông thôn-thành thị (quận hành chính) ở huyện Wysokie Mazowieckie, Podlaskie Voivodeship, ở phía đông bắc Ba Lan. Vị trí bầu cử của nó là thị trấn Czyżew, nằm cách Wysokie Mazowieckie khoảng 19 kilômét (12 mi) về phía tây nam của và cách thủ phủ khu vực Białystok 67 km (42 mi) về phía tây nam.
Gmina có diện tích 123,4 kilômét vuông (47,6 dặm vuông Anh) và tính đến năm 2006, tổng dân số của nó là 6.653. Trước năm 2011, nó là một gmina nông thôn và được gọi là Gmina Czyżew-Osada, với trụ sở tại làng Czyżew-Osada (nay là một phần của thị trấn Czyżew, được tạo ra vào ngày 1 tháng 1 năm 2011).

## Làng
Ngoài thị trấn Czyżew, gmina còn có các ngôi làng và các khu định cư như Brulino-Koski, Brulino-Piwki, Czyżew Kościelny, Czyżew Ruś-Kolonia, Czyżew Ru- Ru- ri- ri- ri Sutki, Dąbrowa Wielka, Dąbrowa-Cherubiny, Dąbrowa-KITY, Dąbrowa-Michałki, Dąbrowa-Nowa Wies, Dąbrowa-Szatanki, Dmochy-Glinki, Dmochy-Mrozy, Dmochy-Rodzonki, Dmochy-Wochy, Dmochy-Wypychy, Godlewo-Kolonia, Godlewo-Piętaki, Jaźwiny-Koczoty, Kaczyn-Herbasy, Krzeczkowo-Gromadzyn, Krzeczkowo-Mianowskie, Krzeczkowo-Nowe Bieńki, Krzeczkowo-Stare Bieńki, Krzeczkowo-Szepielaki, Michałowo Wielkie, Ołdaki-Magna Brok, Rosochate Kościelne, Rosochate Nartołty, Siennica- Klawy, Siennica-Lipusy, Siennica-Pietrasze, Siennica-Święchy, Siennica-Szymanki, Stare Zalesie, Stary Kaczyn, Stokowo-Szerszenie, Święck-Strumiany, Szulborze-Kozy, Zalesie-Stefanowo, Zaręby-Bindugi, Zaręby-Gory Leśne, Zaręby -Skórk tôi và Zaręby-Święchy.

## Gmina lân cận
Gmina Czyżew giáp với các gmina Andrzejewo, Boguty-Pianki, Klukowo, Nur, Szepietowo, Szulborze Wielkie, Wysokie Mazowieckie và Zambrów.